# Masaki Tokimoto
Masaki Tokimoto (5 dicembre 1974) è un ex giocatore di football americano e allenatore di football americano giapponese che ha giocato come inside linebacker.

## Palmarès
- 1 Mondiale (1999)